# Lycosa innocua
Lycosa innocua este o specie de păianjeni din genul Lycosa, familia Lycosidae, descrisă de Doleschall, 1859. Conform Catalogue of Life specia Lycosa innocua nu are subspecii cunoscute.